# Krajowy System Informacji o Terenie
Krajowy System Informacji o Terenie – zakładany jest i prowadzony przez Głównego Geodetę Kraju dla obszaru całego kraju, a na szczeblach województwa i powiatu, przez marszałka województwa i starostę. Dla tych obszarów zakłada się bazy danych zawierające stosowne dane, bazy metadanych obejmujące istniejące bazy danych systemów już istniejących, a także inne dane związane ze statusem prawnym systemu.
Szczegółowe zasady oraz tryb założenia i prowadzenia krajowego systemu reguluje rozporządzenie Ministra Rozwoju Regionalnego i Budownictwa z dnia 12 lipca 2001.
Główny Geodeta Kraju ma dostęp do baz danych w województwie i powiecie, a wojewoda do baz danych organów administracji samorządowej. Dane do KSIT-u opracowuje się na podstawie przepisów określających standardy techniczne dotyczące geodezji i kartografii oraz krajowego systemu informacji o terenie.
System informacji o terenie zawiera dane obligatoryjne dotyczące:
- państwowego systemu odniesień przestrzennych,
- rejestru granic państwa oraz granic podziału administracyjnego,
- osnów geodezyjnych, czyli zbioru punktów geodezyjnych,
- ewidencji gruntów i budynków,
- geodezyjnej ewidencji sieci uzbrojenia terenu,
- obiektów topograficznych.

System informacji może być także uzupełniany o dane fakultatywne umożliwiające użytkownikowi tworzenie własnych baz danych. Prawo własności tworzonych zasobów informacyjnych przysługuje organom administracji rządowej i samorządowej.
Prowadzenie systemu polega na:
- tworzeniu zasobu informacyjnego systemu,
- kontroli danych,
- analizie danych,
- integracji danych,
- aktualizacji danych,
- administrowaniu zasobem informacyjnym,
- udostępnianiu danych.